# Hödjur
Hödjur (Infusoria) är en samlingsbeteckning för att beskriva olika sötvattensmikroorganismer, däribland ciliater, copepoder, euglenoider, plankton kräftdjur, protozoer, encelliga alger och små ryggradslösa djur. Vissa auktoriteter, exempelvis Bütschli använde termen som synonym för Ciliophora. I modern, formell klassificering anses termen föråldrad. De mikroorganismer som tidigare och i dagligt tal kallades Infusoria förs idag oftast till protisterna.
I andra sammanhang används termen för att definiera olika vattenlevande mikroorganismer som förekommer  i kompostmateria.
Begreppet hödjur används fortfarande i akvariekretsar för mikroorganismer som användas som yngelfoder för akvariefiskar vars yngel har mycket små munnar, framför allt guramier och andra labyrintfiskar.